# 烏克蘭國土防衛日
烏克蘭國土防衛日（羅馬化：Den terytorialnoi oborony Ukrainy）是烏克蘭的假期，於2020年設立，訂於每年十月的第一個星期日慶祝。
烏克蘭總統弗拉迪米爾·澤倫斯基在第417/2020號烏克蘭總統令表示：「考慮到國土防衛對於確保烏克蘭國防能力和領土完整的重要性、安全和國防部門以及參與國土防衛其他主體的作用、以及進一步發展現代軍事傳統，我決定在烏克蘭設立烏克蘭國土防衛日。」。蘇梅州議會主席沃洛迪米爾·托卡爾對於國土防衛日表示「生活在新的現實中，我們也應該慶祝新的節日」。

## 活動
2022年的國土防衛日，澤連斯基向烏克蘭國土防衛隊發表講話，表示在這一天，烏克蘭國土防衛隊與烏克蘭武裝部隊其他兵種一起從俄羅斯手中解放烏克蘭土地，每天都表現出英雄主義、勇氣和勝利意志，烏克蘭武裝部隊總司令瓦列里·扎盧日內表示國土防衛隊證明了烏克蘭人的勇敢、自由和不屈不撓。而烏克蘭足球協會和第127國土防衛旅舉行了一場足球友誼賽。
在第聶伯羅，人們為陣亡的士兵默哀，並在記憶巷（Алеї пам`яті）的地上擺放烏克蘭國旗色的鮮花。